# Zonitis immaculata
Zonitis immaculata – gatunek chrząszcza z rodziny oleicowatych.
Gatunek ten opisał po raz pierwszy w 1789 roku Guillaume-Antoine Olivier pod nazwą Apalus immaculatus.
Chrząszcz o wydłużonym, prawie walcowatym ciele długości od 10 do 15 mm. Głowa jest duża, szeroka, trójkątna, za oczami nabrzmiała, bardzo gęsto punktowana, jednolicie czarna, żółto owłosiona. Czarne czułki są długie, nitkowate, o członie drugim prawie tak długim jak pierwszy. Głaszczki szczękowe mają wąski człon ostatni i nie są silnie wydłużone. Przedplecze jest nieznacznie szersze niż dłuższe, czarne lub żółte, mniej lub bardziej silnie punktowane, na dysku z kilkoma stosunkowo nieregularnymi wciskami. Zarys przedplecza wyraźnie rozszerza się ku tępym kątom przednim. Pokrywy są delikatnie i gęsto owłosione, żółtobrązoworude, czasem z zaczernionymi okolicą tarczki, szwem czy wierzchołkami. Pozbawione są listewek krawędziowych, a szczyty mają osobno zaokrąglone. Odnóża są czarne, o stopach z mocno powiększonym pierwszym członem i podwójnie grzebykowanymi na spodzie pazurkami. Golenie ostatniej pary mają równie cienkie ostrogi zewnętrzną i wewnętrzną, tę ostatnią zaostrzoną.
Gatunek palearktyczny. W Europie znany jest z Portugalii, Hiszpanii, Francji, Szwajcarii, Austrii, Włoch, Węgier, Ukrainy, Rumunii, Bułgarii, Chorwacji, Bośni i Hercegowiny, Serbii, Czarnogóry, Albanii, Macedonii Północnej, Grecji oraz południowoeuropejskiej części Rosji. Poza tym podawany jest z Maroka, Algierii, Tunezji, anatolijskiej części Turcji, Syrii i Izraela.